# Ulica Lublańska w Krakowie
Ulica Lublańska – ulica w Krakowie, położona w całości w administracyjnej dzielnicy III Prądnik Czerwony. Jest częścią III obwodnicy Krakowa.

## Przebieg
Ulica zaczyna swój bieg na Estakadzie im. Generała Tadeusza Rozwadowskiego, gdzie staje się przedłużeniem ulicy Opolskiej. Następnie biegnie w kierunku wschodnim, gdzie ogranicza rodzinny ogród działkowy „Prądnik Czerwony”. Ulica kończy swój bieg na Estakadzie im. gen. pil. Mateusza Iżyckiego, nad Rondem Polsadu. Jej przedłużeniem w tamtym miejscu staje się aleja Generała Tadeusza Bora-Komorowskiego.

## Infrastruktura
Ulica Lublańska jest sześciopasmową drogą. Na ulicy zlokalizowano trzy przystanki autobusowe – „Opolska Estakada” (przy Estakadzie im. Generała Tadeusza Rozwadowskiego), „Lublańska” (przy Parku Zaczarowanej Dorożki) oraz „Olsza II” (przy  Estakadzie im. gen. pil. Mateusza Iżyckiego. Ulica jest częścią III obwodnicy Krakowa.